# Paratuberkulose
Die Paratuberkulose (Johnesche Krankheit, nach Albert Johne) ist eine  Erkrankung der Wiederkäuer, die durch Mycobacterium avium ssp. paratuberculosis ausgelöst wird. Der Erreger verursacht eine chronische Dünndarmentzündung mit Abmagerung und Durchfall und endet immer tödlich.
Aufgrund von Ähnlichkeiten im Krankheitsbild und unterstützt durch mikrobiologische und molekularbiologische Untersuchungen wird eine mögliche Beteiligung dieses Erregers auch an der Krankheit „Morbus Crohn“ des Menschen diskutiert. Als Vehikel für die Übertragung wird dabei immer wieder Rohmilch, Rohmilchkäse und sogar pasteurisierte Trinkmilch genannt, da es in der wissenschaftlichen Literatur vermehrte Hinweise auf ein Vorkommen in Milch und ein Überleben von M. avium ssp. paratuberculosis unter den Bedingungen der Dauer- und Kurzzeiterhitzung gibt.
Die Paratuberkulose ist eine in Deutschland meldepflichtige Tierkrankheit, klinische Fälle der Erkrankung werden über das Tierseuchen-Nachrichten-System (TSN) in der BFAV Wusterhausen erfasst (siehe auch Friedrich-Loeffler-Institut, Bundesforschungsinstitut für Tiergesundheit). In Österreich ist sie anzeigepflichtig, in der Schweiz ist sie als Gr. 4 zu überwachende Seuche (Meldepflicht) eingestuft.
In der Schweiz ist die Paratuberkulose eine zu bekämpfende und somit meldepflichtige Tierseuche.

## Krankheitsursache und -entstehung
Mycobacterium avium ssp. paratuberculosis ist ein säurefestes kurzes Stäbchen. Er kommt weltweit vor. Neben Wiederkäuern sind auch Kamele, Schweine, Affen und Kaninchen empfänglich. Beim Menschen lässt sich ein Erreger nachweisen, der mit herkömmlichen Methoden nicht von Mycobacterium avium ssp. paratuberculosis zu unterscheiden ist. Auch besitzen Personen mit Umgang mit Rindern (Tierärzte, Landwirte) deutlich höhere Antikörper-Titer als der übrige Teil der Bevölkerung.
In Österreich wird der Durchseuchungsgrad in Rinderbeständen auf 6 bis 7 % geschätzt, in den Niederlanden auf 20 %. In einigen US-amerikanischen Bundesstaaten sind bis zu 70 % der Milchkuhbestände befallen. Saure Böden und hohe Eisen-Gehalte sollen die Prävalenz erhöhen.
Die Inkubationszeit beträgt bis zu 10 Jahre. Obwohl die Infektion bevorzugt in den ersten 30 Lebenstagen erfolgt, werden klinische Erkrankungen im Regelfall erst bei über zweijährigen Rindern (nach der zweiten bis dritten Kalbung) manifest. Die Kälber infizieren sich meist über mit Kot von Ausscheidern kontaminiertes Futter und Wasser. Die Infektion über die Milch ist möglich, spielt aber vermutlich nur eine geringe Rolle. Der Erreger vermehrt sich zwar in kontaminierten Böden nicht, bleibt aber bis zu einem Jahr infektiös.
Der Erreger wird nach der oralen Aufnahme über die M-Zellen der Peyer-Plaques aufgenommen, von diesen freigesetzt und über Makrophagen verteilt. Vorübergehend kann der Erreger dann im Blut und anderen inneren Organen nachgewiesen werden und es werden Antikörper gebildet. Im weiteren Verlauf entsteht eine granulomatöse Enteritis im hinteren Abschnitt des Jejunums sowie im Ileum. Gelingt es der körpereigenen Immunabwehr nicht, die Infektion zu kontrollieren, werden massiv Bakterien in das Darmlumen und in die Blutbahn freigesetzt.

## Klinische Symptome und Verlauf
Nicht in jedem infizierten Bestand kommt es zu klinischen Ausbrüchen. Unter Umständen zeigt sich die Erkrankung nur in verminderter Leistung der drei- bis sechsjährigen Kühe.
Ein Ausbruch bei einem Einzeltier beginnt meist im Anschluss an eine Geburt und zeigt sich in wechselnden, teils wässrigen  Durchfällen. Die Milchleistung nimmt stark ab. Die Erkrankung verläuft fieberlos und führt über Wochen hinweg bei unvermindert gutem Appetit zu einer ständigen Abmagerung bis hin zur Kachexie. Die Tiere trocknen aus und bilden Ödeme. Die Erkrankung führt nach einigen Wochen bis Monaten stets zum Tode.
Die Diagnose wird durch Erregernachweis im Kot, durch Intrakutantest oder Antikörper-Nachweis im Blut gestellt. Differentialdiagnostisch sind Amyloidnephrose, Fasziolose, Kupfermangel, Salmonellose und die idiopathische eosinophile Enteritis auszuschließen.

## Therapie
Eine Therapie führt nicht zu einer Heilung. Antibiotika führen zwar zu einer klinischen Verbesserung, nicht aber zu einer Eliminierung des Erregers. Das Tier sollte, um die weitere Streuung des Erregers zu verhindern, möglichst bald aus dem Bestand entfernt werden.

## Prophylaxe
Eine Vorbeugung bezieht sich vor allem darauf, Kühe mit diagnostizierter und mikrobiologisch nachgewiesener Paratuberkulose aus dem Bestand zu entfernen. Auch bei Ziegen wird die Keulung eingesetzt um eine weitere Ausbreitung zu verhindern. Weiterhin ist es wichtig, andere Tiere vor Infektionen zu schützen, das betrifft vor allem Kälber. Nach Möglichkeit sollten die Kälber sofort nach der Geburt von den Mutterkühen getrennt werden. Die Kälber sollten daraufhin Kolostrum von unverdächtigen Kühen erhalten. Kälber von klinisch erkrankten Kühen sollten separat aufgestallt werden.
In einigen Ländern werden seit längerem Impfstoffe angewandt.
Auf dem deutschen Markt ist momentan kein Vakzin verfügbar. 
In der Schweiz ist kein Impfstoff zugelassen.
Des Weiteren besteht nach einer Impfung die Möglichkeit, dass geimpfte Tiere positiv auf den Tuberkulintest (Rindertuberkulose) reagieren.

## Mycobacterium avium ssp. paratuberculosis in Milch und Fleisch
Als wesentlichste Expositionsquellen für den Menschen werden neben Gemüse Milch und Milchprodukte diskutiert. In Großbritannien sind Erreger mittels PCR in pasteurisierten Milchproben aus dem Handel gefunden worden.
Der Erreger kann über zwei Wege in die Rohmilch gelangen:
- sekretorisch: Ausscheidung direkt über die Milchdrüse (nur bei klinisch erkrankten Tieren, vermutete Keimzahl: 2–8 Keime/50 ml Milch)
- fäkale Kontamination: bekannt ist, dass die Erreger bei klinischer Paratuberkulose in extrem hohen Keimzahlen mit dem Kot ausgeschieden werden (107–109 KbE/g Kot) und damit auf diesem Wege eine Kontamination der Milch hervorrufen kann.

Im Vergleich zur sekretorischen Kontamination ist der Weg der fäkalen Kontamination mit Sicherheit der wesentlich bedeutsamere, da hier erhebliche Keimmengen eingetragen werden und auch subklinisch erkrankte Tiere bereits den Erreger mit dem Kot ausscheiden.
An der Bundesanstalt für Milchforschung Kiel wurde eine experimentelle Plattenerhitzungsanlage zur Untersuchung der Thermoresistenz von M. avium ssp. paratuberculosis bei Erhitzung unter möglichst genauer Simulierung der Praxisbedingungen entwickelt. In der Milchwirtschaft werden unterschiedliche Erhitzungsverfahren eingesetzt. Die bedeutendsten sind das HTST-Verfahren (Kurzzeiterhitzung, 72–75 °C, 15–30 s) mit einem Marktanteil von ca. 40 % und das UHT-Verfahren (Ultrahocherhitzung, 135 °C, 1 s) mit einem Marktanteil von ca. 60 %. Milchprodukte werden überwiegend aus HTST-Milch hergestellt, eine Erhitzung über 75 °C wird dabei aus technologischen Gründen nicht durchgeführt.
Beim HTST-Verfahren konnten beim Versuch in Kiel in ca. 1/3 der Proben nach Erhitzung lebende Mycobakterien nachgewiesen werden. Dabei kam es immer zu einer deutlichen Reduktion der Keimzahlen, aber nicht zu einer völligen Inaktivierung.
Dies wird mit einem asymptotischen Abtötungsverlauf erklärt. Es wurde das Phänomen beobachtet, dass auch bei höheren Erhitzungstemperaturen (bis 90 °C) überlebende Erreger zu finden waren. Eine Erklärung für die besondere Hitzeresistenz von M. paratuberculosis bieten möglicherweise die langsamen Stoffwechselvorgänge dieser Organismen. Bei Verwendung einer so genannten Vitalfärbung kann man beobachten, dass maximal 10 % einer Kultur überhaupt nur stoffwechselaktiv sind. Der Rest scheint sich in einem Ruhezustand zu befinden, in dem die Keime dann möglicherweise resistenter gegen Hitzeeinwirkung sind. Als weitere Vehikel für eine Übertragung von M. paratuberculosis werden Milchprodukte und Käse diskutiert. Es gibt Daten darüber, dass der Erreger in gereiftem Käse nachweisbar ist.
Bei einer Untersuchung zypriotischer Milchproduzenten im Jahr 2009 wurde in 29 Prozent der Proben MAP in einer Konzentration von mehreren Dutzend Zellen pro Milliliter gefunden.
In einer Studie im Jahr 2009 wurden erstmals in 47 Kühen nach MAP im Zwerchfellmuskel gesucht und in sieben infizierten Tieren auch gefunden.

## Mycobacterium avium ssp. paratuberculosis und Morbus Crohn
Eine der Paratuberkulose der Wiederkäuer ähnliche Erkrankung des Menschen ist Morbus Crohn. Parallelen zeigen sich sowohl im klinischen Bild als auch pathologisch-anatomisch. Morbus Crohn unterscheidet sich jedoch von der Johneschen Krankheit der Tiere dadurch, dass die Erkrankung zwar auch chronisch, aber praktisch nie tödlich verläuft und dass alle Abschnitte des Magen-Darm-Traktes betroffen sein können.
Morbus Crohn ist eine chronische entzündliche Darmerkrankung (CED) mit einer multifaktoriellen Ätiologie und Pathogenese. Als Auslöser kommen unter anderem erbliche, diätetische, immunologische und psychische Faktoren in Betracht. Man geht derzeit davon aus, dass durch einen „first hit“ die Darmbarriere beschädigt wird und dass sich eine Entzündung entwickelt, bei der die geschädigte Schleimschicht des Darmes sowie einzelne Zellen der Darmschleimhaut gepackt voll mit Keimen sind, die jedoch überwiegend der normalen Darmflora angehören. Die Frage, was dieser „first hit“ sein könnte, ist bisher unbeantwortet. Die Beteiligung von M. paratuberculosis an Morbus Crohn wird kontrovers diskutiert. Die Experten schätzen einen ursächlichen Zusammenhang als eher unwahrscheinlich ein, halten es aber durchaus für denkbar, dass Erreger das Krankheitsbild von Morbus Crohn verschlimmern und bei einem Teil der Patienten möglicherweise ein mit auslösender Faktor gewesen sein könnte. Für eine mögliche Beteiligung von M. paratuberculosis an der Entstehung oder Entwicklung von Morbus Crohn spricht, dass der Erreger bei einem Teil der Patienten nachgewiesen wurde (teilweise allerdings auch bei Gesunden) und dass erfolgreiche Behandlungen mit antimykobakteriellen Medikamenten beschrieben sind. Insgesamt sind die bisherigen Forschungsergebnisse aber widersprüchlich. Aufgrund fehlender Daten kann nach heutigem Erkenntnisstand eine umfassende Risikoabschätzung hinsichtlich einer Verbindung zwischen M. paratuberculosis und Morbus Crohn nicht durchgeführt werden.